# Ben Miles
Ben Miles est un acteur britannique, né le 29 septembre 1966 à Wimbledon (Grand Londres), Angleterre.

## Biographie
Ben Miles est né le 29 septembre 1966 à Wimbledon, en Angleterre.
Il a étudié à la Guildhall School of Music and Drama.

### Vie privée
Il est marié à l'actrice Emily Raymond. Ils ont trois enfants.

### Carrière
Il débute au cinéma en 1989 dans Getting It Right de Randal Kleiser. L'année suivante, il décroche son premier rôle à la télévision dans Zorro.
En 2005, il joue dans Imagine Me and You d'Ol Parker et il donne la réplique à Keeley Hawes dans les téléfilms Under the Greenwood Tree et After Thomas (2006).
En 2009, il retrouve le réalisateur James McTeigue (qui l'avait fait tourner dans V pour Vendetta) avec Ninja Assassin.
En 2016, il incarne Peter Townsend dans la saison 1 de la série The Crown (il réapparaît ponctuellement dans les saisons 2 et 5).

## Filmographie

### Cinéma
- 1989 : Getting It Right de Randal Kleiser : Spiro
- 1997 : Les Ailes de la colombe (The Wings of the Dove) d'Iain Softley : un journaliste
- 1997 : Keep the Aspidistra Flying de Robert Bierman : un serveur
- 1997 : Paris, Brixton (court métrage) de Jeremy Wooding : Mike
- 2001 : L'Affaire du collier (The Affair of the Necklace) de Charles Shyer : Baron Courchamps
- 2003 : Une souris verte (3 Blind Mice) de Mathias Ledoux : Lindsey
- 2005 : Imagine Me and You d'Ol Parker : Rob
- 2006 : V pour Vendetta (V for Vendetta) de James McTeigue : Roger Dascomb
- 2008 : Speed Racer de Lana et Lilly Wachowski : Cass Jones
- 2009 : Ninja Assassin de James McTeigue : Ryan Maslow
- 2013 : Kurnaz - Fünf Jahre Leben de Stefan Schaller : Gail Holford
- 2015 : La Femme au tableau (Woman in Gold) de Simon Curtis : Ronald Lauder
- 2017 : Bob le Bricoleur : Mega Machines - Le film (Bob the Builder : Mega Machines) de Stuart Evans : Ace (voix anglaise)
- 2018 : The Catcher Was a Spy de Ben Lewin : Jerry Fredericks
- 2018 : Red Joan de Trevor Nunn : Nick Stanley
- 2023 : Tetris de Jon S. Baird : Howard Lincoln
- 2023 : Napoléon de Ridley Scott : Armand de Caulaincourt
- 2024 : Canary Black de Pierre Morel : Nathan Evans

### Télévision

#### Séries télévisées
- 1990-1991 : Zorro : José Rivas
- 1994 : Performance : Claudio
- 1995 : Soldier Soldier : John McGovern
- 1996 : Is It Legal ? : Tom
- 1997 : Melissa : Un éditeur
- 1997-1999 : The Bill : Dan Price / Colin Waterman
- 1998 : The Round Tower : Angus Cotton
- 1998 : The Life and Crimes of William Palmer : Thomas Palmer
- 1999 : Wonderful You :
- 1999-2000 : Médecins de l'ordinaire (Peak Practice) : Rob Sinclair
- 2000 : Cold Feet : Amours et petits bonheurs (Cold Feet) : Robert Brown
- 2000-2004 : Six Sexy : Patrick Maitland
- 2001 : Holby City : Ed Somers
- 2002 : La Dynastie des Forsyte (The Forsyte Saga) : Montague Dartie
- 2003 : Suspect numéro 1 (Prime Suspect) : Simon Finch
- 2004 : Les Arnaqueurs VIP (Hustle) : Steven Winterborn
- 2004 : A Thing Called Love : Kevin Leech
- 2006 : Vacances mortelles (Bon Voyage) : Neil Aldred
- 2007 : Classé Surnaturel (Sea of Souls) : Ian O'Rourke
- 2007-2008 : Freezing : Stephen Marshall
- 2008 : Scotland Yard, crimes sur la Tamise (Trial & Retribution) : Adrian Lawson
- 2008 : Miss Marple (Agatha Christie's Marple) : Percival Fortescue
- 2008 : Lark Rise to Candleford : Sir Timothy Midwinter
- 2011 : Zen : Amedeo Colonna
- 2011 : Le Serment (The Promise) : Max Meyer
- 2011 : Les Soupçons de Monsieur Whicher (The Suspicions of Mr Whicher) : Dr Stapleton
- 2013-2014 : Dracula : Mr Browning
- 2016 : The Hollow Crown : Somerset
- 2016 : Black Mirror : Tom Pickering
- 2016-2022 : The Crown : Peter Townsend
- 2017 : The Last Post : Major Harry Markham
- 2018 : Collateral : Jack Haley
- 2019 : The Trial Of Christine Keeler : John Profumo
- 2019-2022 : The Capture : Commandant Danny Hart
- 2020 : Devils : Edward Stuart
- 2022-2025 : Andor : Tay Kolma
- 2024 : Douglas Is Cancelled : Toby

#### Téléfilms
- 1993 : The Token King de Ray Kilby : un professeur
- 1998 : Only Love de John Erman : le radiologue
- 2002 : Les Années Tony Blair (The Project) de Peter Kosminsky : Jeremy
- 2005 : The Government Inspector de Peter Kosminsky : Kevin Marsh
- 2005 : Mr. Harvey Lights a Candle de Susanna White : Jonathan Cole
- 2005 : Under the Greenwood Tree de Nicholas Laughland : Parson Maybold
- 2006 : After Thomas de Simon Shore : Rob Graham

## Voix françaises
- Constantin Pappas[2] dans (les séries télévisées) : 
  - Six Sexy
  - Dracula
  - The Capture
  - Hijack

- Yann Guillemot[2] dans : 
  - Collateral (série télévisée)
  - The Romanoffs (série télévisée)
  - Devils (série télévisée)
  - Napoléon

- Jérôme Keen[2] dans : 
  - Suspect numéro 1
  - Survivre à Guantanamo
  - The Catcher Was a Spy

- Xavier Béja[2] dans (les séries télévisées) : 
  - Scotland Yard, crimes sur la Tamise
  - The Crown

et aussi
- Tony Joudrier dans V pour Vendetta
- Christian Gonon dans Ninja Assassin
- Sébastien Finck dans Le Serment (mini-série)
- Mathieu Buscatto[2] dans La Femme au tableau
- Éric Bonicatto dans Red Joan[3]
- Nicolas Marié dans Andor (série télévisée)
- Stéphane Ronchewski dans Tetris